# Gustav Embden
Gustav Georg Embden, född 10 november 1874 i Hamburg, död 25 juli 1933 i Nassau, var en tysk fysiologisk kemist.
Embden blev 1907 docent i invärtes medicin vid Bonns universitet och 1914 professor i vegetativ fysiologi vid universitetet i Frankfurt am Main. Hans experimentalarbeten rör sig huvudsakligen om kolhydrat- och fosfatomsättningen i djurkroppen, särskilt i lever och muskler. Bland hans epokgörande resultat kan nämnas påvisandet och isoleringen av lactacidogen, som han sedermera identifierade som fruktosdifosforsyra, vars natriumsalt är sammansatt C6H10O4(PO4Na2)2 och således identiskt med det vid den alkoholiska jäsningen uppstående zymofosfatet. Mycket intressanta är vidare Embdens arbeten om övergången av musklernas glykogen till mjölksyra. 
Embden invaldes 1923 som ledamot av Vetenskapssocieteten i Uppsala.